# 八萬五建屋計劃

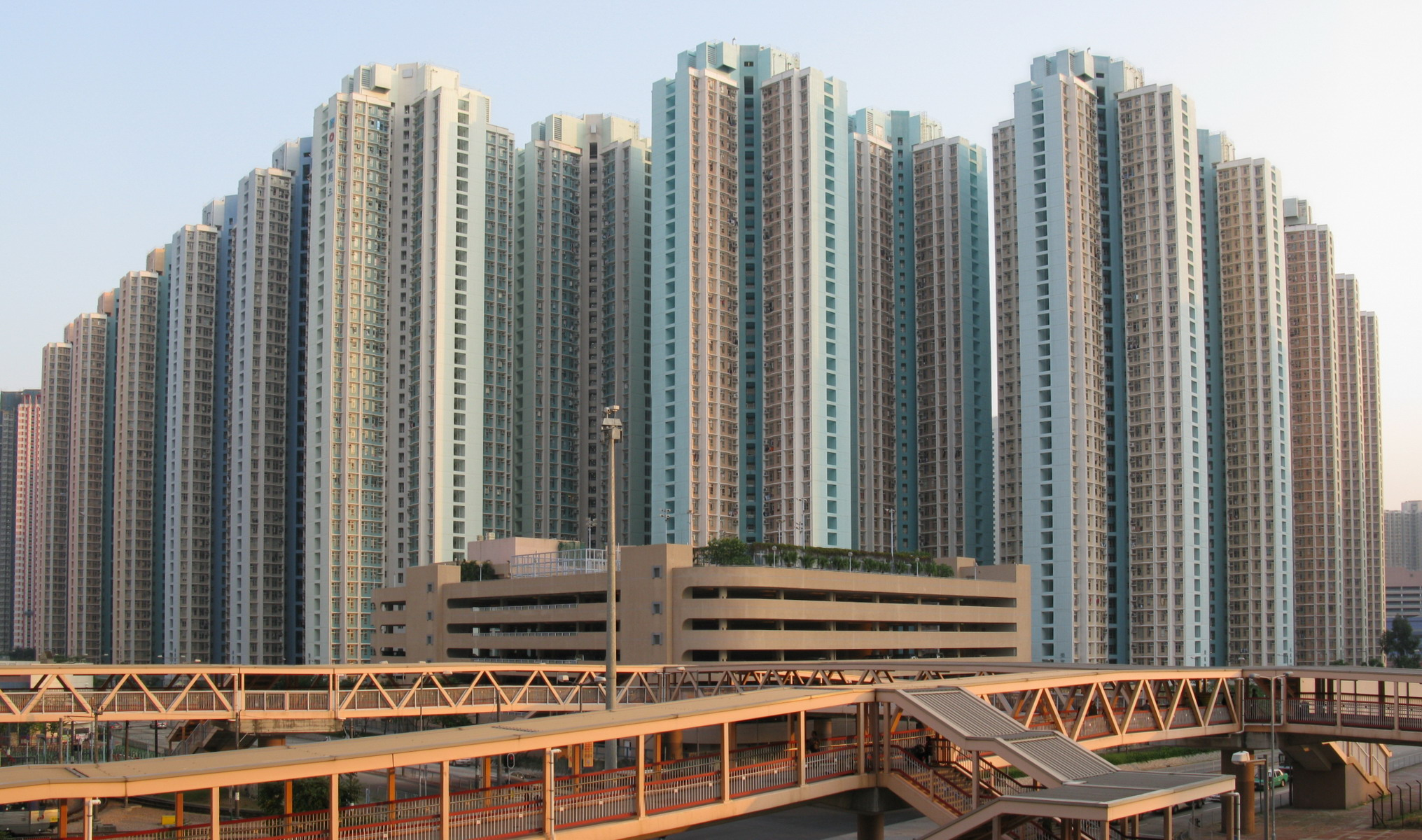
八萬五建屋計劃在規劃時用盡最高的地積比率興建，感覺密不透風，但能以最少面積的地提供最多的單位，圖為天水圍天富苑

八萬五建屋計劃，簡稱八萬五，是時任香港行政長官董建華在1997年度施政報告提出的一項政策。董建華提出每年供應不少於85,000個住宅單位，希望10年內全港七成的家庭可以自置居所，輪候租住公屋的平均時間由6.5年縮短至3年。
這項政策的推出，再加上亞洲金融風暴，使香港樓價一落千丈，普遍私人物業在5年多的時間內貶值70%，很多中產階級成為負資產，香港經濟一片蕭條，直到2003年SARS爆發過後才逐漸復蘇。

## 背景
自《中英聯合聲明》簽訂後，鄧小平承諾香港五十年不變，香港前景明朗化，經濟穩步上揚。但另一方面，《中英聯合聲明》限制了香港每年賣地數量，以免殖民地政府在主權移交前把香港最重要的土地資源賣光，然後把財政儲備帶走。在這樣的背景下，香港對房地產的需求因經濟持續上揚而有增無減，但是香港土地供應未有能夠增加，造成1990年代的泡沫經濟，地產、股市都屢創新高，香港經濟一片繁榮，很多人透過炒賣股票和地產而致富，金融業和地產業成為香港經濟重要支柱。據統計，香港的整體樓價在1994年1月至1997年10月的高峰期，3年零10個月之間上升了68%。
在高峰時期，一般中檔私人住宅每平方呎要大約7000至8000港元，如果有海景或是高層單位則價格更高，一般中產人士需要持續工作直到退休後才可完成供款。樓價的持續上揚使中下階層難以自置物業，即使是租住物業，租金也連年上升。在1997年的高峰期，香港人平均把月薪的74%用作供樓。市面開始出現聲音，要求政府壓抑樓價的升勢，但當時的香港政府礙於中英聯合聲明的土地供應限制條款，未能增加供應。
在1997年一年內，香港共有64400個住宅單位建成。
當時的行政會議召集人梁振英指出，八萬五建屋計劃是彭定康任港督的時期（1992—1997年）開始研究的，但當時受制於《中英聯合聲明》，未能付諸實行。
類似的觀點早在2001年5月的時候，也曾被當時身陷房委會短樁醜聞的房委會主席王䓪鳴女爵士提出，她在立法會專責委員會上聲稱，「八萬五」建屋構念早在彭定康港督任內已經存在，而房委會只是在執行政府制訂的長遠房屋策略。此外，她還提交多封在1994年至1996年間致彭定康的信件，其中一封在1996年12月寫的信件中表示，房委會最多只可建到82,000個單位，而不能達到政府的106,000個單位。
不過，房屋局局長黃星華於同月獲傳召作供時，卻對王鳴的論調作出反擊。黃星華表示，自1988年以後，公營房屋的建屋目標都是由房委會制定，政府本身沒有機制進行評估，因此主權移交前的港督《施政報告》中，有關公營房屋興建量的預測資料都是由房委會提供，而港府要到1997年後才重新有自己的預測機制，所以房委會並不如王鳴所指，在1997年前要跟隨政府制定的目標建屋。

## 計劃內容
香港主權移交後，董建華於1997年10月宣讀首份施政報告，提出十項工作計劃，當中「安居」一項中，董建華訂出以下目標：
- 每年興建的公營和私營房屋單位不少於85,000個
- 10年內全港70%的家庭可以自置居所
- 輪候租住公屋的平均時間縮短至3年[7]
- 增加鐵路上蓋及市區重建建築密度

## 實行情況
在1997年，香港政府拍賣了19幅住宅用地，總面積為24公頃；另外批出7幅總面積為16公頃的土地作居者有其屋計劃用途；以及售出3幅總面積為5公頃的土地供私人機構參建居屋計劃之用。
到了1998年6月，由於物業價格大跌，政府暫停賣地直至1999年4月。1998年內政府共賣了10幅住宅用地總面積9公頃；售出3幅總面積8公頃的土地供私人機構參建居屋計劃之用，以及批出7幅總面積15公頃的土地作居者有其屋計劃用途。
在1999年，政府售出16幅總面積15.35公頃的建屋用地及兩幅總面積4.94公頃的私人機構參建居屋計劃用地；將8幅總面積12.54公頃供發展居者有其屋計劃、3幅總面積14.74公頃供發展可買可租選擇計劃、6幅總面積47.93公頃供發展租者置其屋計劃的土地批予香港房屋委員會；並將一幅面積0.9公頃供發展住宅發售計劃的建屋用地批予香港房屋協會。
2000年過後，首批「八萬五」時期興建的單位推出市面，而2000年度一年內有85,710個住宅單位建成。
在2001年，香港共有10萬個住宅單位建成，超過了85,000的目標，至2002年則大幅減少至67000個。
而多個西鐵、馬鐵及將軍澳線的上蓋物業發展項目亦採用高密度設計。

## 影響
據統計，香港樓價在1997年10月19日的最高峰後的一年間下跌了一半，其後在1999年反彈兩成，但隨著八萬五時期所興建的樓宇陸續落成，加上種種因素，樓價在其後3年多再下跌超過40%，在2003年8月24日跌至谷底。在這5年10個月，香港樓價下跌70%。
由於香港大部分中產階級都是透過把物業作抵押申請樓宇按揭，向銀行借取相當於樓價的七成按揭來購買物業，但由於樓價大幅下跌七成，使在高峰期入市的業主擁有的資產價值跌至低於負債，成為負資產。不少人花費一生努力工作，就是為了完成物業的供款，退休後可以有屬於自己的物業安享晚年。然而樓價大跌使他們花了數十年才累積得來的財富轉眼間化為烏有。如果在負資產期間失業，或被大幅減薪，而無法供款，銀行會收回物業拍賣，業主不但變成「無殼蝸牛」，失去物業後仍然要設法向銀行還債，銀行也承受龐大壞帳風險。至於購入多個物業作投資之用的業主損失更大。有時事評論員嘲諷道：「馬克思發明了無產階級，董建華則製造了負資產階級。」
根據香港金融管理局的資料顯示，香港負資產問題最嚴重的時期為2003年6月，當時共有約105,697宗負資產按揭，佔所有按揭的22%，涉及金額1,650億港元，按揭金額與抵押的比例為128%，估計這些貸款的無抵押部分約值360億港元，意味著香港銀行單在按揭市場便需承擔360億港元的壞帳風險。
而目前仍然有不少鐵路上蓋物業因在八萬五建屋計劃時期規劃，地基採用高密度設計，引致不少地區出現屏風樓問題。包括將軍澳、西九龍、荃灣及大圍。
從2000年代早期起，香港特區政府推行多項措施減少住宅供應，導致新建成的公營及私營住宅數量大減。在2010年一年內，香港僅有約19800個住宅單位建成，不到10年前（2000年）的四分一，甚至連「八萬五」政策剛推出的1997年落成數目的三分一也不到。到2011年2月，香港的整體住宅樓價，已經超越1997年10月的昔日高位。有報章指出「樓價租金狂升、民怨沸騰、民生大受影響」。香港特區行政長官曾蔭權在2011年表示「我們的中產發現自己買不到樓，因為樓價太貴」。
2012年，香港富商胡應湘認為董建華當年提出「八萬五」計劃是正確的，「如果當年沒有八萬五」，香港年輕人「只可能住籠屋和劏房」。前政務司司長唐英年指「八萬五導致落重藥的孫九招，引致今天的地產霸權」。
2012年當選行政長官的梁振英被指在任職行政會議成員時，建議當時行政長官董建華推行「八萬五建屋計劃」。梁振英曾經解釋指出，八萬五這個數字是經長遠政策估算得出，只是適逢金融風暴，令樓價下跌。2011年11月27日，為宣布參選行政長官的梁振英站台的前布政司鍾逸傑，為「八萬五」辯護，他稱當時新加坡樓價較香港跌得更多，認為只是被亞洲金融風暴影響。較早前，有選舉委員會的委員表示，梁曾對他說「不要以為八萬五是我搞出來的」。
進入2010年代後，由於香港樓價已經攀升至超過1997年亞洲金融風暴的水平，甚至一直沒有下跌的跡象，而香港的貧富懸殊和住屋問題也遠超以往地嚴重，並衍生出劏房問題，多達28萬人居住於狹小而破舊的劏房中，大量青年人也對置業感到無望，故此有越來越多的人認為如果當初堅持推行「八萬五」政策，香港便不會有今天因房屋問題導致的社會困局。

## 「不提及等同不存在」
在香港樓市於2000年代後期再度大升之前，「八萬五」政策是董建華被批評的最多的政策之一，當時不少人認為「八萬五建屋計劃」是樓價下滑的元凶，希望政府修訂這項政策，遏止樓價下跌。
董建華及相關政府官員一直並無表明政策改變，即使政府在1998年宣佈暫停賣地時，董建華仍然表示八萬五計劃不會受暫停賣地影響。直至2000年6月29日，董建華在禮賓府接受無綫電視新聞專訪，被問及會否修訂「八萬五」目標時，董建華首次明言「從98年就再沒有說過『八萬五』這個字眼，那你說還存不存在？」。市民和學者對於董建華這種「不提及等同不存在」的施政態度都感到驚訝，市民對政府施政失去信心，董建華的民望持續下跌。事後證明，不單只八萬五建屋計劃，其他董建華任內的發展概念如中藥港、硅港、紅酒貿易中心、商業園等都在政府不再提及的情況下「不再存在」。直到董建華辭職後，香港大學的民意調查指出有過半數市民認為董建華最大過失便是在經濟民生方面的政策失誤。

## 外部連結
- 1997年施政報告全文 （页面存档备份，存于）